# The Crossing (Big Country)
The Crossing è il primo album del gruppo musicale britannico Big Country, pubblicato dall'etichetta discografica Mercury il 15 luglio 1983.
L'album è prodotto da Steve Lillywhite. I brani sono interamente composti dagli stessi quattro membri del gruppo. Il lavoro è disponibile su long playing, compact disc e musicassetta, formato che include quattro tracce aggiuntive, ovvero i brani Angle Park e Heart & Soul, oltre a versioni alternative di Fields of Fire e In a Big Country.
L'album è anticipato dai singoli Harvest Home, Fields of Fire e In a Big Country, a cui fa seguito Chance.

## Tracce

### Lato A
1. In a Big Country
2. Inwards
3. Chance
4. 1000 Stars
5. The Storm

### Lato B
1. Harvest Home
2. Lost Patrol
3. Close Action
4. Fields of Fire
5. Porrohman